# Canal 4 San Martín
El Canal 4 de San Martín, siendo su nombre comercial Canal 4 Teleaire, es un canal de televisión abierta argentino. Es propiedad del Grupo Teleaire Contenidos. La señal se encuentra disponible en San Martín-Tres de Febrero.

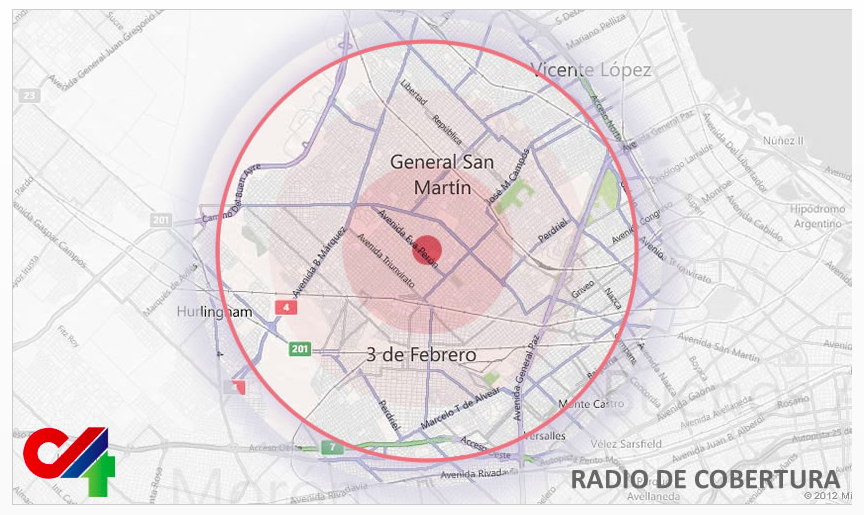
Zona de cobertura del Canal 4 Teleaire San Martín

## Historia
Teleaire fue lanzado en 1990 por Alberto Cayetano Martínez, quien comenzó a producir programas de televisión para varios cableoperadores de la zona norte de Buenos Aires. Luego, comenzó a realizar producciones para el canal.
La emisora trabaja en conjunto con diversas ONG provinciales y nacionales para sus producciones y realizaciones.

## Programas
- Teleaire noticias: el informativo central conducido por
- ¿Por qué, Doctor?: profesionales médicos de San Martín responden al público con línea telefónica abierta para todos los espectadores para resolver sus inquietudes
- Belleza de Mujer: conducido por Monica Morello
- Espacio Musical: espacio dedicado a conciertos de bandas de rock en los estudios del canal.
- Sabias Que?: programa de Interés Gral., con la conducción de Maria Paz.
- El Color de las Palabras con la Conducción de Roberto Salazar y Mirta Martínez
- El diario de San Martín
- San Lorenzo Sin Fronteras TV
- Tribuna Teleaire
- Indagando
- Los implacables
- Contacto

## Locutores
- Jonathan Ramírez (1996-2000)
- Alfredo Santiago (2000-presente)
- Felipe de Barrios (2001-2009)
- Jose Medrano (2009-presente)
- Adrián Toro (2010-presente)
- Reynaldo Gómez (2011-presente)
- Julio Ramírez (2012-presente)

## Eslóganes
- 1996-2000: Televisión para todos
- 1997-2000: La tele
- 2000-2012;2014- La tele del barrio
- 2011-2012: La tele del aire
- 2012-2014: El canal de la provincia